# Гриффитс, Элейн
Эле́йн Гри́ффитс (англ. Elaine Griffiths; 1909—1996) — британский филолог, преподаватель английского языка в колледже Святой Анны Оксфордского университета. Ученица учёного и писателя Джона Рональда Руэла Толкина. Способствовала публикации его сказки «Хоббит». Её экземпляр издания «Властелина колец» с дарственной надписью от автора стал самой дорогой книгой Толкина, проданной на аукционе.

## Биография
Элейн Гриффитс родилась в 1909 году. В 1928 году она начала обучение в Обществе домашних студентов при Оксфордском университете (с 1952 года — Колледж Святой Анны). По окончании учёбы занималась научной работой под руководством профессора Толкина. По рекомендации наставника, Элейн работала над ревизией перевода англосаксонской поэмы «Беовульф», выполненного Джоном Ричардом Кларком Холлом. У Гриффитс были хорошие отношения с профессором Толкином, поэтому он дал ей прочитать машинопись незаконченной сказки, которую он когда-то писал для своих детей. Гриффитс высоко оценила сказку.
В конце весны, или в начале лета 1936 года, из Лондона в Оксфорд приехала Сьюзен Дагналл — работник издательства George Allen & Unwin, которая должна была уточнить у своей бывшей однокурсницы Гриффитс статус ревизии перевода «Беовульфа». Однако, к тому времени Элейн прекратила эту работу и больше никогда к ней не возвращалась. Вместо этого она рассказала про сказку профессора Толкина и предложила Дагналл познакомиться с ней. В следующем году эта сказка, в законченном виде, была опубликована издательством George Allen & Unwin под названием «Хоббит, или Туда и обратно».
Элейн Гриффитс начала учебную работу в Обществе домашних студентов, где сначала преподавала жителям католического общежития Черуэлл-Эдж. В 1938 году она получила звание тьютора по английскому языку, а позже стала научным сотрудником. За время преподавательской деятельности Гриффитс неоднократно избиралась на руководящие должности в колледже и в университете. Она была председателем совета факультета английского языка и членом генерального совета Оксфордского университета. Умерла Элейн Гриффитс в 1996 году.

## Память
На сайте колледжа Святой Анны отмечается, что её ученики вспоминают Элейн Гриффитс с «огромной благодарностью и нежностью».
Джон Рональд Руэл Толкин подарил Элейн Гриффитс первое издание трилогии «Властелин колец» с дарственной надписью на эльфийском языке квенья: Elainen tárin periandion ar meldenya anyáran (Элейн, королеве хоббитов и моей старой подруге). Издание было продано на аукционе в 2008 году за 104 тысячи долларов, став самой дорогой книгой Толкина, проданной на аукционе. Сейчас экземпляр хранится в частном музее Грайзингера в Швейцарии.
Элейн Гриффитс — персонаж романа «The Late Scholar» писательницы Джил Пейтон Уолш. В нём детектив Питер Уимзи расследует серию убийств в Оксфордском университете.